# Евергрин (Луизијана)
Евергрин (енгл. Evergreen) град је у америчкој савезној држави Луизијана.

## Демографија
По попису из 2010. године број становника је 310, што је 4 (-1,3%) становника мање него 2000. године.
| Група             | 2000.       | 2010.       |
| Белци             | 230 (73,2%) | 230 (74,2%) |
| Афроамериканци    | 81 (25,8%)  | 76 (24,5%)  |
| Азијати           | 2 (0,6%)    | 0 (0,0%)    |
| Хиспаноамериканци | 1 (0,3%)    | 2 (0,6%)    |
| Укупно            | 314         | 310         |